# Linia kolejowa Kutok – Homel
Linia kolejowa Kutok – Homel – linia kolejowa na Białorusi łącząca przystanek Kutok i granicę państwową z Ukrainą ze stacją Homel. Jest to fragment linii Bachmacz - Homel.
Linia położona jest w obwodzie homelskim.
Linia na całej długości jest niezelektryfikowana oraz w większości dwutorowa (wyjątek stanowi jednotorowy odcinek 151 km - Cierachouka).

## Historia
Linia została otwarta 25 lipca 1874 jako część Kolei Libawsko-Romieńskiej. Początkowo leżała w Imperium Rosyjskim, następnie do 1991 w Związku Sowieckim. Od 1991 położona jest na Białorusi.